# Sulingen
Sulingen è una città di 12.793 abitanti della Bassa Sassonia, in Germania.
Appartiene al circondario (Landkreis) di Diepholz (targa DH).

## Geografia antropica

### Suddivisioni amministrative
Il territorio comunale comprende le frazioni (Ortschaft) di Groß Lessen (con Barrien, Melloh e Wardinghausen), Klein Lessen, Lindern, Nordsulingen (con Nechtelsen) e Rathlosen.